# Гавана (фильм)
«Гавана» (англ. Havana) — художественный фильм 1990 года производства США, лирическая и политическая драма режиссёра Сидни Поллака. Главные роли в этом фильме исполнили Роберт Редфорд, Лена Олин, Алан Аркин и Рауль Хулиа. Премьера фильма состоялась 12 декабря 1990 года в США.

## Сюжет
Американский профессиональный карточный игрок Джек Уэйл решает посетить столицу Кубы Гавану, для того, чтобы играть там на деньги. На пути к Гаване он встречает Роберту Дуран, жену революционера Артуро. Между ними возникает взаимная симпатия. Вскоре после их прибытия становится известно, что Артуро убит тайной полицией. Роберта тоже схвачена и подвергается пыткам. Джек освобождает её, но она продолжает поддерживать революцию и уезжает из Гаваны. Джек, рискуя жизнью, едет за ней за линию фронта и они вместе возвращаются в Гавану, собираясь на следующий день на наёмной яхте тайно отплыть в Майами. Джек узнаёт, что Артуро всё-таки жив, и пропускает игру вечером. Вместо игры, выяснив путём небольшого шантажа у сотрудника ЦРУ подробности, едет к полковнику тайной полиции и убеждает его, что он работает на ЦРУ и Артуро нужен им живым. Для этого он использует «последний шанс» — бриллиант, зашитый в руке. После этого он возвращается в свою квартиру и рассказывает Роберте, что Артуро жив. Роберта уходит.
Рождественский праздник высшего света нарушает известие, что диктатор Батиста бежал, жители Гаваны начинают крушить рестораны, казино и так далее. Джек понимает, что делать в Гаване ему больше нечего… Перед отъездом он встречает Роберту, которая понимает, что Джек продал бриллиант и рисковал жизнью ради неё и Артуро. Джек говорит, что если бы не она, видимо в его жизни не было бы чего-то важного и светлого, и, что если будет нужно, ей легко будет найти его через любого серьёзного игрока в покер. Они прощаются.
Спустя годы Джек, испытывая ностальгию, иногда приезжает на пустынный берег в Ки-Уэст, от которого когда-то отходил паром на Кубу. И когда видит на горизонте какой-то корабль, сердце его начинает биться сильнее…

## В ролях
- Роберт Редфорд — Джек Уэйл, преуспевающий карточный игрок, гость Кубы
- Лена Олин — Роберта (Бобби) Дуран, жена революционера и тоже революционерка
- Рауль Хулиа — Артуро Дуран, революционер
- Алан Аркин — Джо Вольпи
- Томас Милиан — Менокаль
- Дэниел Дэвис — Марион Чигвелл
- Тони Плана — Хулио Рамос
- Марк Райделл — Мейер Лански
- Васек Симек — Вилли

## Музыка к фильму
Музыку к фильму написал композитор Дэйв Грузин. Написанная музыка была признана успешной, и с ней фильм в 1991 году номинировался на «Оскар» и «Золотой Глобус», а в 1992 году на музыкальную премию «Грэмми», но никакого приза не получил.